# Kurt Austin
Kurt Austin è il personaggio immaginario protagonista di gran parte dei romanzi della serie "The NUMA Files" di Clive Cussler, di cui il primo è Il serpente dei Maya.

## Storia
È il capo della squadra missioni speciali della NUMA, un team di specialisti che conduce indagini su eventi enigmatici e azioni criminali sopra e sotto gli oceani di tutto il mondo.
Età prossima ai quarant'anni, occhi azzurri, alto un metro e novantacinque, 90 Kg di peso.
Capelli grigio argento con sfumature platino.
Vive in una rimessa per barche in stile vittoriano sul fiume Potomac nella contea di Fairfax, in Virginia.
Possiede quattro barche: una canoa Maas Aero, un piccolo idroplano fuoribordo, un catboat modificato personalmente e un idroplano da corsa. 
La mattina presto si allena vogando con la canoa nel fiume e, tra una missione e l'altra, partecipa alle regate. 
Possiede una collezione di circa duecento pistole da duello, nella sua libreria si trovano libri di filosofia e di  avventure. Ama ascoltare il jazz progressivo.
Laureato in gestione dei sistemi presso l'università di Washington, ha frequentato una scuola di immersioni subacquee a Seattle e si è formato come subacqueo professionista, ottenendo un'elevata competenza in una serie di attività specializzate. Dopo aver lavorato per due anni sulle piattaforme petrolifere nel Mare del Nord, è tornato a lavorare per sei anni a Seattle nell'impresa di recuperi marittimi di suo padre prima di essere assunto al servizio del governo da un ramo poco conosciuto della CIA specializzato nella raccolta di informazioni sui fondali sottomarini. Ha diretto il recupero di un sottomarino russo e il relitto di una nave portacontainers iraniana che trasportava armi nucleari, affondata sottomarino israeliano. Ha anche condotto diverse indagini su aerei di linea commerciali che erano stati misteriosamente abbattuti sul mare, indagando sugli incidenti.
Dopo la fine della guerra fredda, la CIA chiuse il ramo investigativo sottomarino e Austin fu assunto dall'ammiraglio Sandecker della NUMA per speciali incarichi sottomarini che spesso avvenivano segretamente al di fuori della supervisione del governo.
| Controllo di autorità | J9U (EN, HE) 987007293889505171 |